# Veronika Andrusenko
Veronika Andréyevna Andrusenko (en ruso: Вероника Андреевна Андрусенко; nacida Veronika Andréyevna Popova, Mijailovka, 20 de enero de 1991) es una deportista rusa que compitió en natación, especialista en el estilo libre. Está casada con el nadador Viacheslav Andrusenko.
Ganó dos medallas en el Campeonato Mundial de Natación, en los años 2013 y 2017, y cuatro medallas en el Campeonato Mundial de Natación en Piscina Corta entre los años 2012 y 2016.
Además, obtuvo dos medallas en el Campeonato Europeo de Natación de 2014 y diez medallas en el Campeonato Europeo de Natación en Piscina Corta entre los años 2012 y 2017.
Participó en tres Juegos Olímpicos de Verano,ocupando el cuarto lugar en Londres 2012 (4 × 100 m libre), el sexto en Río de Janeiro 2016 (4 × 100 m libre) y el quinto en Tokio 2020 (4 × 200 m libre).

## Palmarés internacional
| Campeonato Mundial                  | Campeonato Mundial     | Campeonato Mundial | Campeonato Mundial      |
| Año                                 | Lugar                  | Medalla            | Prueba                  |
| ----------------------------------- | ---------------------- | ------------------ | ----------------------- |
| 2013                                | Barcelona (España)     | Medalla de bronce  | 4 × 100 m estilos       |
| 2017                                | Budapest (Hungría)     | Medalla de plata   | 4 × 100 m estilos       |
| Campeonato Mundial en Piscina Corta |                        |                    |                         |
| Año                                 | Lugar                  | Medalla            | Prueba                  |
| 2012                                | Estambul (Turquía)     | Medalla de plata   | 4 × 200 m libre         |
| 2014                                | Doha (Catar)           | Medalla de plata   | 4 × 50 m libre mixto    |
| 2016                                | Windsor (Canadá)       | Medalla de plata   | 400 m libre             |
| 2016                                | Windsor (Canadá)       | Medalla de bronce  | 4 × 200 m libre         |
| Campeonato Europeo                  |                        |                    |                         |
| Año                                 | Lugar                  | Medalla            | Prueba                  |
| 2014                                | Berlín (Alemania)      | Medalla de plata   | 4 × 100 m libre mixto   |
| 2014                                | Berlín (Alemania)      | Medalla de bronce  | 4 × 100 m estilos mixto |
| Campeonato Europeo en Piscina Corta |                        |                    |                         |
| Año                                 | Lugar                  | Medalla            | Prueba                  |
| 2012                                | Chartres (Francia)     | Medalla de oro     | 100 m libre             |
| 2012                                | Chartres (Francia)     | Medalla de plata   | 4 × 50 m libre mixto    |
| 2012                                | Chartres (Francia)     | Medalla de bronce  | 200 m libre             |
| 2013                                | Herning (Dinamarca)    | Medalla de oro     | 4 × 50 m libre mixto    |
| 2013                                | Herning (Dinamarca)    | Medalla de bronce  | 200 m libre             |
| 2013                                | Herning (Dinamarca)    | Medalla de bronce  | 4 × 50 m libre          |
| 2015                                | Netanya (Israel)       | Medalla de plata   | 200 m libre             |
| 2015                                | Netanya (Israel)       | Medalla de bronce  | 100 m libre             |
| 2015                                | Netanya (Israel)       | Medalla de bronce  | 4 × 50 m libre          |
| 2017                                | Copenhague (Dinamarca) | Medalla de bronce  | 200 m libre             |